# Bulbophyllum comatum
Bulbophyllum comatum är en orkidéart som beskrevs av John Lindley. Bulbophyllum comatum ingår i släktet Bulbophyllum och familjen orkidéer.

## Underarter
Arten delas in i följande underarter:
- B. c. comatum
- B. c. inflatum